# 6310 Jankonke
6310 Jankonke è un asteroide della fascia principale. Scoperto nel 1990, presenta un'orbita caratterizzata da un semiasse maggiore pari a 1,9133299 UA e da un'eccentricità di 0,0315279, inclinata di 23,59759° rispetto all'eclittica.